# 青少年犯法令
《青少年犯法令》（英語：Young Offenders Act，縮寫）是加拿大國會的一項法令，旨在規管針對加拿大青少年的刑事檢控。該法令於1982年獲御准，並於1984年4月2日公布生效。該法令後由2003年通過的《青少年刑事司法法令》廢除。
該法令將須負刑事責任的最低年齡定為12歲，並述明青少年只有觸犯《刑事法典》才會受檢控。
該法令還表明，《加拿大權利與自由憲章》中所確立的權利可適用於青少年。
該法令取代了先前於1908年制定的《少年罪犯法令》。